# Serratia marcescens
Serratia marcescens Bizio, 1823 è un batterio Gram negativo della famiglia degli enterobatteri.
Bartolomeo Bizio scelse il nome del genere Serratia in onore del fisico fiorentino Serafino Serrati. Il nome di specie marcescens è relativo al fatto che il batterio, dopo aver prodotto un pigmento rosso intenso (la prodigiosina), marcisce velocemente in una massa fluida mucillaginosa.

## Descrizione
S. marcescens è un patogeno umano responsabile di infezioni ospedaliere, in particolare delle infezioni alle vie urinarie e delle infezioni dovute a lesioni della cute.
Il bacillo S. marcescens, si sviluppa a temperature tra i 5 e i 40 °C, e in ambienti con pH tra 5 e 9. La sua ubiquità e la preferenza per le zone umide fanno sì che S. marcescens si sviluppi principalmente nei bagni, soprattutto nelle fughe tra le mattonelle, dove si manifesta con una colorazione rossastra. L'eliminazione di queste colonie può essere effettuata tramite disinfettanti a base di candeggina, anche se la completa rimozione è spesso difficile.

## Studi
Nel 1953 il ricercatore italiano Amato Novelli pubblica uno studio sull'influenza della luce ultravioletta e della clorofilla sulla produzione di pigmento da parte del batterio.

## Patogenesi
S. marcescens può causare congiuntiviti, cheratiti (infiammazioni alla cornea), oftalmie (infiammazioni dell'occhio) e infezioni al dotto lacrimale. È comune nell'apparato respiratorio e urinario negli adulti, mentre nei bambini attacca principalmente il sistema gastrointestinale. Sono frequenti le infezioni a carico di tasche sottocutanee in portatori di pacemaker.
Molti ceppi di S. marcescens sono resistenti a diversi antibiotici a causa della presenza di un tipo di plasmide che trasporta uno o più geni che codificano la resistenza agli antibiotici.
Nel corallo S. marcescens è causa di una malattia letale che sta decimando alcune popolazioni di corallo caraibico.

## Serratia Marcescense il miracolo di Bolsena
Secondo Johanna C. Cullen, ricercatrice della Georgetown University, il presunto Miracolo di Bolsena del 1263 (il sanguinamento di un'ostia consacrata) può avere una spiegazione scientifica. In un esperimento condotto nel 1994, la ricercatrice è riuscita a riprodurre il "miracolo" in laboratorio facendo attaccare le ostie dalla Serratia marcescens, documentando quanto ottenuto in un articolo pubblicato dalla rivista della American Society of Microbiology.
Nel 1998, la validità scientifica dell'esperimento fu confermata dal ricercatore del dipartimento di chimica organica dell'Università di Pavia Luigi Garlaschelli e nel 2000 dai ricercatori di biologia molecolare della Tulane University J.W. Bennett e R. Bentley.
Tuttavia, tra il 3 febbraio e il 27 marzo 2015, il corporale di lino custodito presso il duomo di Orvieto, è stato oggetto di un intervento di natura conservativa in occasione del quale sono stati raccolti ulteriori dati scientifici.